# Eliomys melanurus
Eliomys melanurus är en däggdjursart som först beskrevs av Wagner 1839.  Eliomys melanurus ingår i släktet Eliomys och familjen sovmöss. IUCN kategoriserar arten globalt som livskraftig. Inga underarter finns listade.

## Utseende
Arten blir 105 till 140 mm lång (huvud och bål), har en 81 till 125 mm lång svans och väger 47 till 67 g. Bakfötterna är 22 till 27 mm långa och öronen är 20 till 30 mm stora. Huvudet kännetecknas av en konformig nos (men inte tydlig spetsig) samt av upp till 50 mm långa morrhår. Dessutom finns en ansiktsmask i form av ett svartaktigt mönster på varje sida som börjar bakom morrhåren, fortsätter kring ögonen och slutar lite bakom öronens underkant. I torra regioner kan masken vara otydlig. Öronen har korta vita hårtofsar vid kanten. Kroppens ovansida är täckt av gråaktig päls med brun skugga på vissa ställen. På kroppens sidor och under de svarta ansiktsmärkena finns en tydlig gräns mot den vitaktiga undersidan. Svansens färg nära bålen varierar mellan grå-, svart och vitaktig och efter hälften är den alltid svart och yvig. Eliomys melanurus har fyra fingrar vid framtassarna och fem tår vid bakfötterna.

## Utbredning
Denna gnagare förekommer i flera från varandra skilda populationer i västra Asien och nordöstra Afrika. Utbredningsområdet sträcker sig från södra Turkiet över Irak och Arabiska halvön till norra Libyen. I bergstrakter når arten 2800 meter över havet. Habitatet utgörs av stäpper och andra gräsmarker (till exempel bergsängar) samt halvöknar med glest fördelade träd eller buskar.

## Ekologi
Eliomys melanurus håller i motsats till flera andra sovmöss ingen vinterdvala men den intar ett stelt tillstånd (torpor) vid olämpliga väderförhållanden. Den minskar vid dessa tillfällen sin ämnesomsättning med 65 procent. Även under vanliga vilotider sjunker metabolismen med 40 procent. Enligt en annan källa förekommer vinterdvala i kalla regioner och arten skapar därför ett fettskikt under hösten. Denna sovmus är allätare och har bland annat insekter, snäckor, mångfotingar, geckoödlor och små däggdjur som föda. Bredvid djurämnen äter den även nötter och bär. Eliomys melanurus sover i trädens håligheter, i bergssprickor, i övergivna bon av fåglar eller ekorrar samt under byggnadernas tak. Liksom hos andra arter av samma släkte delar flera exemplar revir och ibland även sovplats.
Beroende på utbredning sker parningen under senvintern eller våren och ungar registrerades mellan maj och juli. En kull har 2 till 9 ungar men det genomsnittliga antalet ungar per kull är bara 2,8. Honan är 22 till 28 dagar dräktig och föder blinda ungar. De öppnar sina ögon efter cirka tre veckor och ungefär en vecka senare slutar modern med digivning. Den maximala livslängden uppskattas med fem år.